# Ralf Liedtke

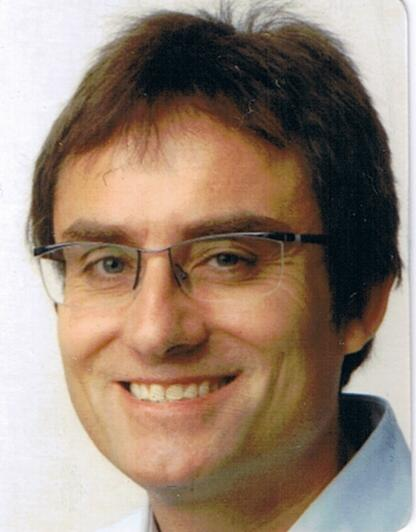
Ralf Liedtke (2000)

Ralf Liedtke (* 1960) ist ein deutscher Philosoph und Professor für Philosophie an der Otto-Friedrich-Universität Bamberg. Theoretische und historische Schwerpunkte seiner wissenschaftlichen Arbeit liegen in der Erforschung der Hermetik, der Alchemie sowie der Naturphilosophie der deutschen Romantik, insbesondere bei Novalis und Schelling. Darüber hinaus ist er in der Freimaurerforschung tätig. Im Bereich praktischer Philosophie befasst sich Liedtke insbesondere mit der Berufsethik der Ingenieure. Als Dozent für die Fachdidaktik des Philosophie- und Ethikunterrichts an der Universität Bamberg sowie Fachbetreuer für Ethik leitet Liedtke weiterhin den „Dialog Schule und Wissenschaft“ am Bamberger Eichendorff-Gymnasium.

## Hermetische Philosophie
Ralf Liedtke ist der erste deutsche Philosoph, der das Corpus Hermeticum aus einer systematischen, naturphilosophischen Perspektive untersucht hat. Er vertritt dabei die These, dass die hermetische Tradition, die häufig als Irrationalismus bezeichnet wurde, eine ganz eigene Denkform und Logik beschreibt. Als Denken der Differenz steht die Hermetik im Gegensatz zur Identitätsphilosophie der abendländischen Metaphysik seit Platon. Insofern sie nach Ansicht Liedtkes vom Prinzip der Bewegung ausgeht, alles Werdende und sich Verändernde aber traditionell als Nichtseiendes oder als Chaos – altgr. Bedeutung: 'Leere' – betrachtet wurde, ist die hermetische Naturlehre der historische Vorläufer von Theorien der Selbstorganisation sowie der Systemtheorie und der Chaosforschung.
Eine Besonderheit der hermetischen Philosophie ist ihre geheimnisvolle Symbolik, die zurzeit großes öffentliches Interesse findet. Dazu haben die Romane des populären amerikanischen Schriftstellers Dan Brown maßgeblich beigetragen, insbesondere sein neues Werk Das verlorene Symbol. Brown verdeutlicht darin den engen Bezug zwischen hermetischer Symbolik und Freimaurerei.
Der erste und bisher einzige explizite „Lehrstuhl für hermetische Philosophie“ besteht an der Universität Amsterdam. Lehrstuhlinhaber ist seit 1999 Wouter Hanegraaff.

## Ingenieurethik
Ergänzend zur Hermetikforschung ist Liedtke zudem Verfasser des Termaximus, eines ethischen Berufseides für Ingenieure, vergleichbar mit dem ärztlichen Eid des Hippokrates. Der Ingenieur-Eid wurde in Zusammenarbeit mit der deutschen Bundesingenieurkammer (BIngK) entwickelt und in die Musterberufsordnung der Kammer aufgenommen. Er leistet einen naturphilosophischen und verantwortungsethischen Beitrag zum Schutz von Mensch und Umwelt.

## Wissenschaftliche Mitgliedschaften
Neben seiner Mitgliedschaft in der Deutschen Gesellschaft für Philosophie – DGPhil – ist Liedtke u. a. auch im wissenschaftlichen Beirat der freimaurerischen Forschungsloge Quatuor Coronati tätig. Darüber hinaus beteiligt er sich am Netzwerk Freimaurerforschung und ist wissenschaftliches Mitglied der European Society for the Study of Western Esotericism (ESSWE), der ersten europäischen Forschungsorganisation, die sich auch mit der hermetischen Philosophie befasst.

## Publikationen (Bücher)
- Die Hermetik. Traditionelle Philosophie der Differenz. Paderborn u. a. 1996.
- Der Ingenieur-Eid. Ethische – naturphilosophische – juristische Perspektiven (zus. mit Ulrike Wendeling-Schröder, W. Meihorst). Mit einem Beitrag von H.R.H. The Prince of Wales. Bretten 2000.
- Das romantische Paradigma der Chemie. Friedrich von Hardenbergs Naturphilosophie zwischen Empirie und alchemistischer Spekulation. Paderborn 2003.
- Hermes In Nuce. Hermetische Schriften des 18. Jahrhunderts (Hg.). Sinzheim 2005.
- Spiritualität in der Freimaurerei (Hg.). Bamberg 2010.
- Vom Wert der Werte (Hg.). Bamberg 2011.